# Kronenbourg
Kronenbourg — французька пивна торговельна марка, один з провідних брендів міжнародної пивоварної корпорації Carlsberg Group. Разом із Kronenbourg 1664 — найпопулярніше пиво Франції, на яке припадає близько третини внутрішнього споживання пива в країні.
Основний сорт торговельної марки — Kronenbourg 1664, світлий лагер, експорт якого здійснюється до десятків країн світу.
Пиво торговельної марки наразі виробляється на броварних потужностях у французькому містечку Оберне, деякі сорти також випускаються за ліцензією за кордоном, зокрема у Великій Британії. З квітня 2015 року сорти Kronenbourg 1664 та Kronenbourg 1664 Blanc виготовляються в Україні за ліцензією на Київському заводі компанії Carlsberg Ukraine.

## Історія

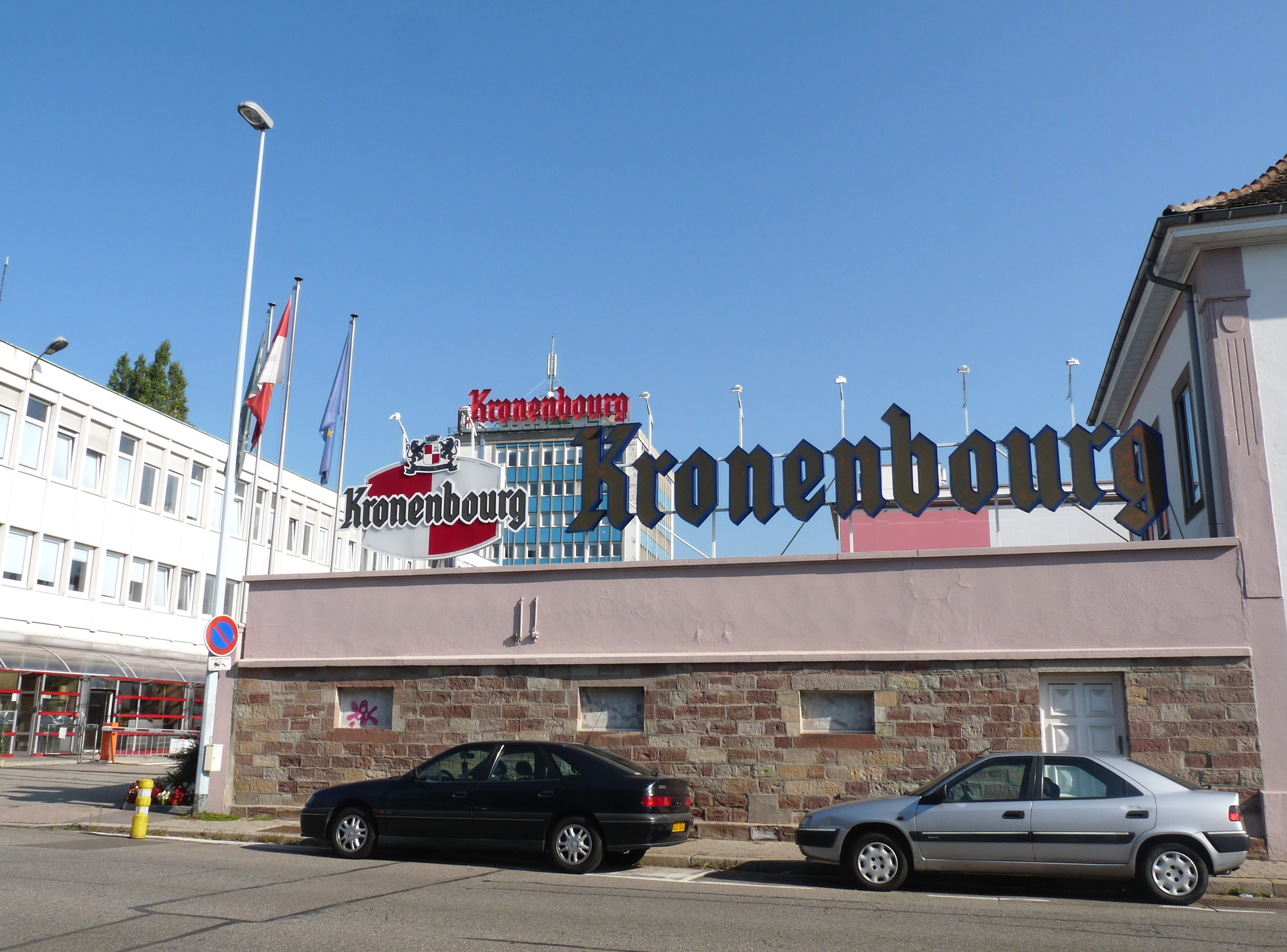
Штаб квартира Brasseries Kronenbourg у Страсбурзі.

Початком історії торговельної марки Kronenbourg вважається 1664 рік, в якому Жеронімус Гатт, який щойно отримав сертифікат броваря, заснував у Страсбурзі броварню Le Canon. Протягом декількох наступних століть броварня лишалася родинною справою сім'ї Гатт. Наприкінці 1850 року виробництво було перенесене до страсбурзької місцевості Кроненбург (фр. Cronenbourg), де їй, на відміну від попереднього місцезнаходження, не загрожували паводки внаслідок розливів річки Іль.
1922 року родина Гатт придбала відомий у місті ресторан Le Grand Tigre і запустила у виробництво пиво Tigre Bock, яке вже 1930 року стало найбільш продаваним пивом Франції.
1947 року Жером Гатт, восьмий у династії страсбурзьких пивоварів, ухвалив рішення про подальшу комерціалізацію родинної броварні і зареєстрував торговельну марку Kronenbourg, перша літера якої, на відміну від франкомовного Cronenbourg, відповідала німецькій граматиці і мала підкреслювати, що пиво виробляється радше за німецькими, ніж за значно менш відомими французькими, пивоварними традиціями.
Маркетингова стратегія виявилася вдалою і обсяги продаж пива Kronenbourg, включаючи впроваджений до виробництва у 1952 році сорт Kronenbourg 1664, невпинно зростали. З часом виробничі потужності у Страсбурзі вже не могли забезпечувати належні обсяги виробництва і 1969 року компанія збудувала новий пивоварний завод у містечку Оберне, який став на той час найбільшим у Європі. А вже за рік активи Kronenbourg були придбані групою компаній BSN (зараз відома як Danone).
2000 року власником Kronenbourg стала велика британська пивоварена корпорація Scottish & Newcastle (S&N), сума продажу склала 1,7 млрд. фунтів. 2008 року провідні гравці світового пивного ринку нідерландська Heineken та данська Carlsberg Group спільними зусиллями придбали корпарацію S&N та розділили між собою її активи. Активи Kronenbourg відійшла у власність Carlsberg Group.

## Кроненбург та мистецтво
Від початку 2000-х Kronenbourg почав співпрацювати з провідними французькими і іноземними дизайнерами з метою розробки тари та пивних аксесуарів, які б підкреслювали іноваційність цього бренда. Так у 2003 було розроблено оновлений дизайн колони з наливу пива, яка виграла «Приз Януса», присуджений Французьким інститутом дизайну, за свою «сучасність та естетизм».
З 2004 по 2006 рік бренд співпрацював з дизайнером Філіпом Старком, який по-своєму оновив вигляд аксесуарів Kronenbourg.

У 2010 році французьке рекламне агентство «Fred & Farid» створило дизайн трьох келихів, які вийшли лімітованою серією.

### Співпраця з Крістіаном Лакруа
З 2011 року бренд розпочав співпрацю з відомими французьким модельєром і дизайнером Крістіаном Лакруа, який створив колекцію дизайнів, що на його думку відображали історію та цінності бренда. 2012 року ця співпраця розвилася у проект «Французьке мистецтво задоволення», що вилився у створення серії ескізів для використання у візуальних рекламних матеріалах.

### Співпраця з Еріком Кантона
У 2013 році бренд Kronenbourg реалізував спільний проект «Творчий Аперитив» з відомим у минулому футболістом Еріком Кантона, який вирішив спробувати свої сили у дизайні. Результатом проекту стала серія абстрактних малюнків на тлі білого матового фону пляшок, що вийшли лімітованою серією.

## Асортимент пива

### Kronenbourg
- Kronenbourg — світле пиво з вмістом алкоголю 4,2 %, випускається з 1947 року;
- Kronenbourg Extra Fine — світле пиво зі зниженим вмістом алкоголю (2,1 %), випускається з 2007 року;
- Kronenbourg 7°2 — світле міцне пиво з вмістом алкоголю 7,2 %, випускається з 2007 року;
- Kronenbourg Pur Malt — безалкогольне світле пиво, випускається з 2000 року;

### Kronenbourg 1664
Kronenbourg 1664 був запущений 1952 року з метою підкреслення давності пивоварних традицій виробника.
- Kronenbourg 1664 — світлий лагер, найпопулярніший сорт торговельної марки. У маркетингових матеріалах відзначається, що цей сорт виробляється за оригінальною рецептурою 1664 року з використанням ароматичного ельзаського хмелю Strisselspalt. Також виробляється за ліцензією за кордоном. Вміст алкоголю — 5,5 % (у пиві британського виробництва — 5,0 %). З квітня 2015 року різновид цього сорту з вмістом алкоголю 4,8 % і щільністю 11,3 % почав вироблятися в Україні. Розливається у фірмову конусоподібну пляшку об'ємом 0,46л.
- Kronenbourg 1664 Blanc — «біле» (пшеничне нефільтроване) пиво з вмістом алкоголю 5,0 %, випускається з 2006 року. З квітня 2015 року різновид цього сорту з вмістом алкоголю 4,8 % і щільністю 11,9 % виробляється в Україні. Від традиційних сортів пшеничного пива відрізняється пряно-фруктовим присмаком, який досягається додаванням сиропу, карамелі, смакоароматичної добавки, а також апельсинової цедри і коріандру. Розливається в оригінальну пляшку фірмової конусоподібної форми об'ємом 0,46л та кольору блакитного кобальту.
- Kronenbourg 1664 Gold — світле міцне пиво з вмістом алкоголю 6,1 %, випускається з 1997 року;
- Kronenbourg 1664 Millésime — світле міцне пиво з вмістом алкоголю 6,7 %, випускається з 2011 року;